# Aderus fulmeki
Aderus fulmeki é uma espécie de inseto besouro da família Aderidae. Foi descrita cientificamente por Rudolf F. Heberdey em 1936.

## Distribuição geográfica
Habita em Sumatra (Indonésia).